# Вулиця Святослава Ріхтера (Київ)
Ву́лиця Святослава Ріхтера — вулиця в Голосіївському районі міста Києва, місцевість Віта-Литовська. Пролягає від вулиці Максима Славинського та вулиці Олександра Удовиченка до Любомирської вулиці.

## Історія
Вулиця виникла у 2010-х роках під проектною назвою Проектна 12988. Сучасна назва на честь українського піаніста Святослава Ріхтера — з 2018 року.